# Tag des Mitarbeiters der Sicherheitsorgane der Russischen Föderation

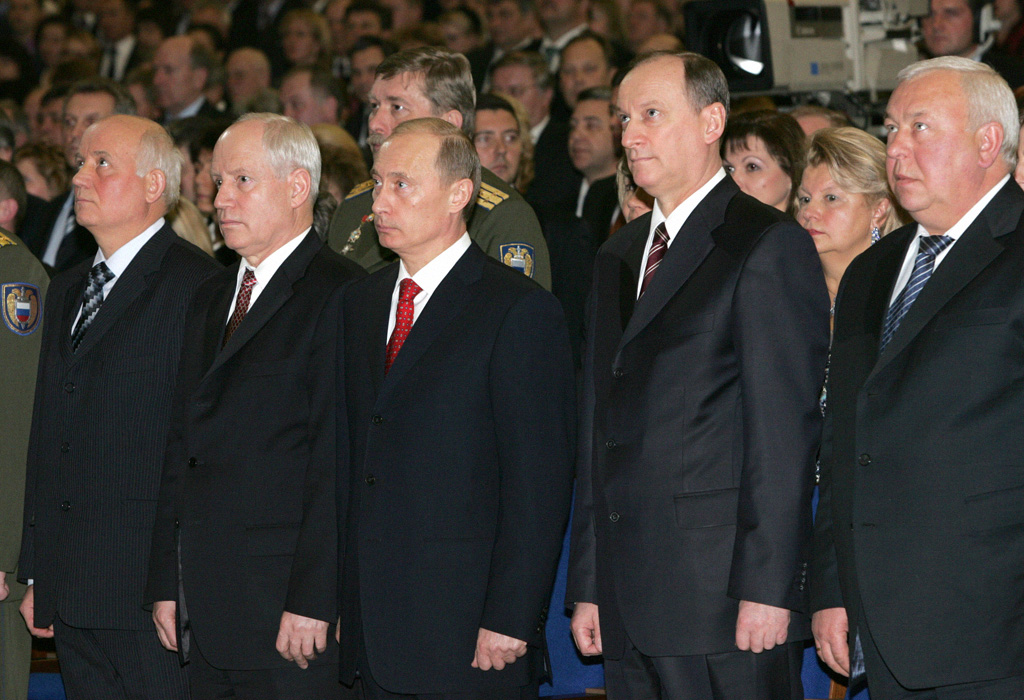
Der Leiter des Hauptdirektorats für Sonderprogramme des Präsidenten der Russischen Föderation (GUSP) Alexander Zarenko, der Direktor des Dienstes der Außenaufklärung der Russischen Föderation (SWR) Sergei Lebedew, der Präsident der Russischen Föderation Wladimir Putin, der Direktor des Föderalen Dienstes für Sicherheit der Russischen Föderation (FSB) Nikolai Patruschew und der Leiter des Föderalen Dienstes für Bewachung der Russischen Föderation (FSO) Jewgeni Murow (von links nach rechts) während einer feierlichen Sitzung im Kreml anlässlich des Tages des Mitarbeiters der Sicherheitsorgane der Russischen Föderation (20. Dezember 2006, Moskau, Russland)

Der Tag des Mitarbeiters der Sicherheitsorgane der Russischen Föderation (russisch День работника органов безопасности Российской Федерации / Den rabotnika organow besopasnosti Rossijskoi Federazii, wiss. Transliteration Den' rabotnika organov bezopasnosti Rossijskoj Federacii) ist ein beruflicher Feiertag der russischen Sicherheitsbeamten des FSB, FSO, SWR und der GUSP.

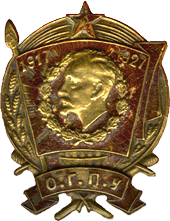
10 Jahre OGPU (1927)

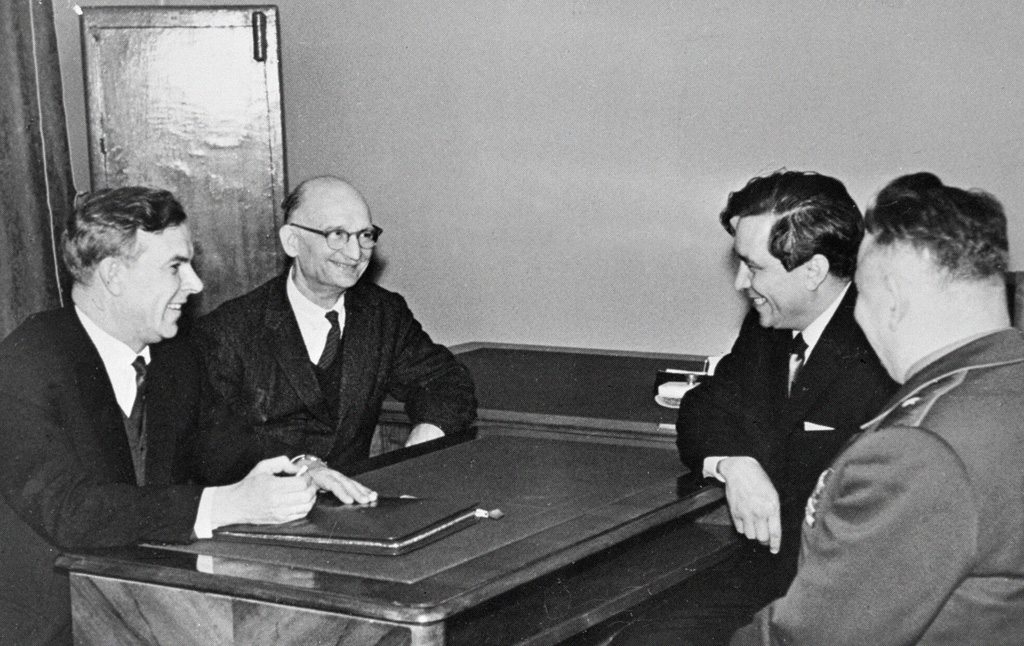
Der Vorsitzende des KGB beim Ministerrat der UdSSR, W. Semitschastny (1. links), empfängt die sowjetischen Spione Rudolf Abel (2. links) und Konon Molody (2. rechts). Moskau, September 1964.

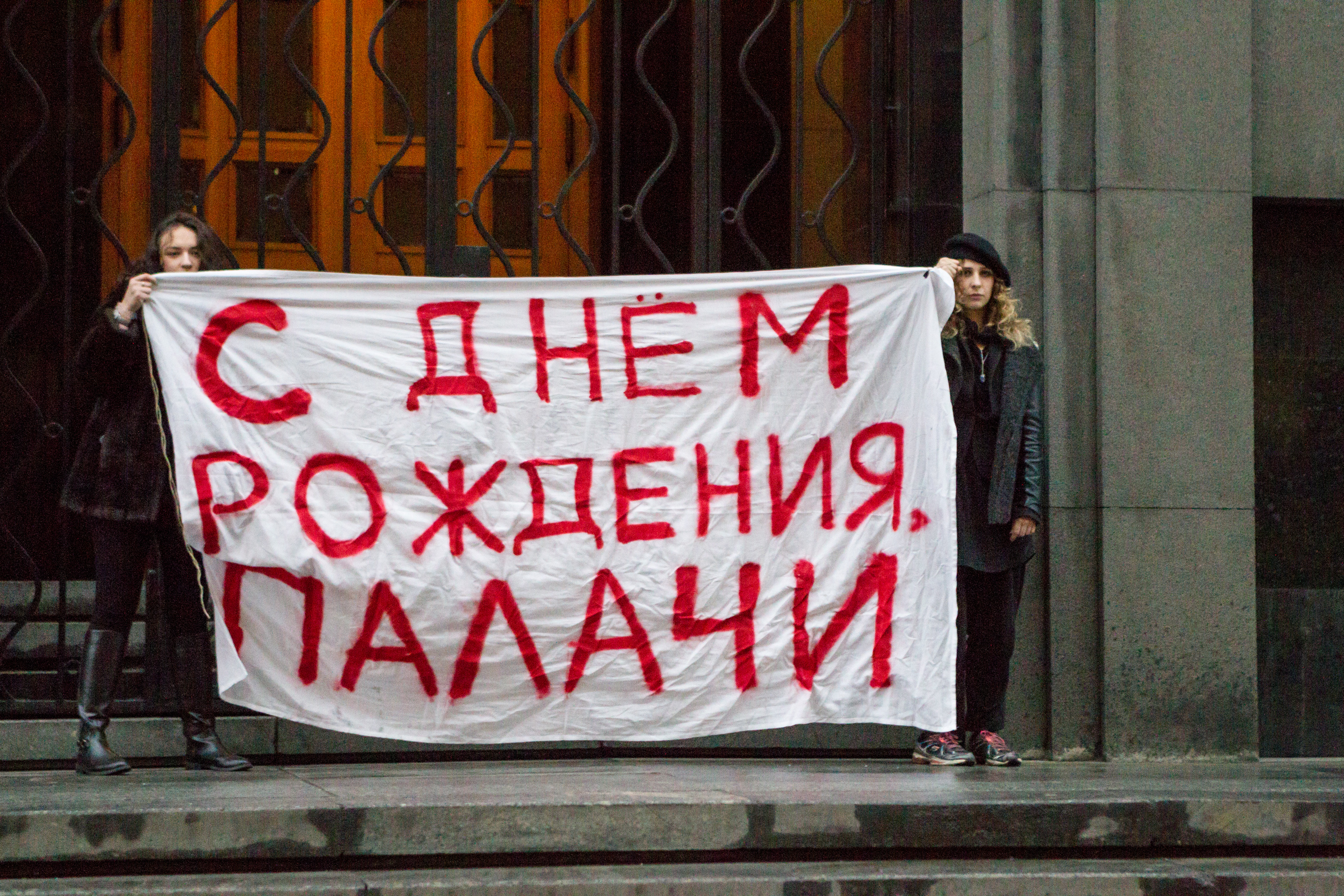
С Днём Рождения, Палачи

Er wird jährlich am 20. Dezember begangen. Es handelt sich nicht um einen arbeitsfreien Tag.
Der Tag des Mitarbeiters der Sicherheitsorgane ist ein „beruflicher Gedenktag“. Russland hat einige dieser Gedenktage, an denen jeweils die Spezialisten eines bestimmten Berufes geehrt werden. Diese sind aber keine arbeitsfreien Tage.

## Geschichte des Feiertags
Der Tag des Mitarbeiters der Sicherheitsorgane der Russischen Föderation wird durch den Erlass des Präsidenten der Russischen Föderation B. Jelzin vom 20. Dezember 1995 Nr. 1280 „Über die Einführung des Tages des Mitarbeiters der Sicherheitsorgane der Russischen Föderation“ eingeführt. Bis dahin wurde der 20. Dezember jahrzehntelang von den sowjetischen Staatssicherheitsbehörden inoffiziell als „Tschekisten-Tag“ begangen.
Das Datum 20. Dezember wurde gewählt, weil an diesem Tag im Jahr 1917 der Rat der Volkskommissare der RSFSR einen Erlass über die Bildung der Allrussischen Außerordentlichen Kommission (WTschK oder Tscheka) zur Bekämpfung von Konterrevolution und Sabotage unter dem Rat der Volkskommissare (SNK) der RSFSR (dem Vorläufer der modernen Sicherheitsorgane) erließ. Der Initiator der WTschK war W. I. Lenin. Der erste Vorsitzende der WTschK war Feliks Dzierżyński.
Gegenwärtig werden solche Dienste wie FSB, SWR, GUSP, FSO, die früher zum KGB der UdSSR gehörten, als staatliche Sicherheitsorgane oder Sonderdienste bezeichnet. In einigen Quellen werden auch andere Agenturen wie der FSKN, FSTEK und andere als Sicherheitsorgane bezeichnet. In seinen Reden anlässlich des Feiertags bezieht sich der russische Präsident in der Regel auf nur vier Einrichtungen: FSB, SWR, GUSP und FSO.
Von der Gründung der Tscheka bis zur Entstehung des modernen FSB, des FSO und des SWR wurden die staatlichen Sicherheitsorgane mehrfach umstrukturiert und umgewandelt. Gleichzeitig galt der KGB (Komitee für Staatssicherheit), der 1954 gegründet wurde und bis 1991 existierte, zu Recht als einer der stärksten Geheimdienste der Welt. WTschK bzw. WeTscheKa (russisch ВЧК) ist die Abkürzung für die Allrussische außerordentliche Kommission zur Bekämpfung von Konterrevolution, Spekulation und Sabotage (russisch Всероссийская чрезвычайная комиссия по борьбе с контрреволюцией, спекуляцией и саботажем Wserossijskaja tschreswytschainaja komissija po borbe s kontrrewoljuziej, spekuljaziej i sabotaschem), d. h. die nach der Oktoberrevolution am 20. Dezember 1917 gegründete Geheimpolizei Sowjetrusslands, auf deren Tradition man sich berief. Hiervon abgeleitet wurde der Ausdruck Tschekisten für die Mitarbeiter von Geheimdiensten in den Staaten des Ostblocks.

Als die Historikerin Irina Karazuba in einem Interview gefragt wurde, welche Einstellung ihre Familie zur Geschichte hatte, antwortete sie: 

„Ich war ein Mädchen aus der oberen Mittelschicht, ein Mädchen aus der Familie eines KGB-Offiziers. In unserer Familie hatten wir immer die „richtige“ Einstellung zur Geschichte und am 20. Dezember feierten wir immer den Tschekistentag. Es war ein beruflicher Feiertag. Papa hat ihn gefeiert, Freunde sind zu ihm gekommen, Mama und ich haben den Tisch gedeckt. In unserer Familie wurde das Wort „Tschekist“ in positivem Ton verwendet.“